# 산후안데로스모로스

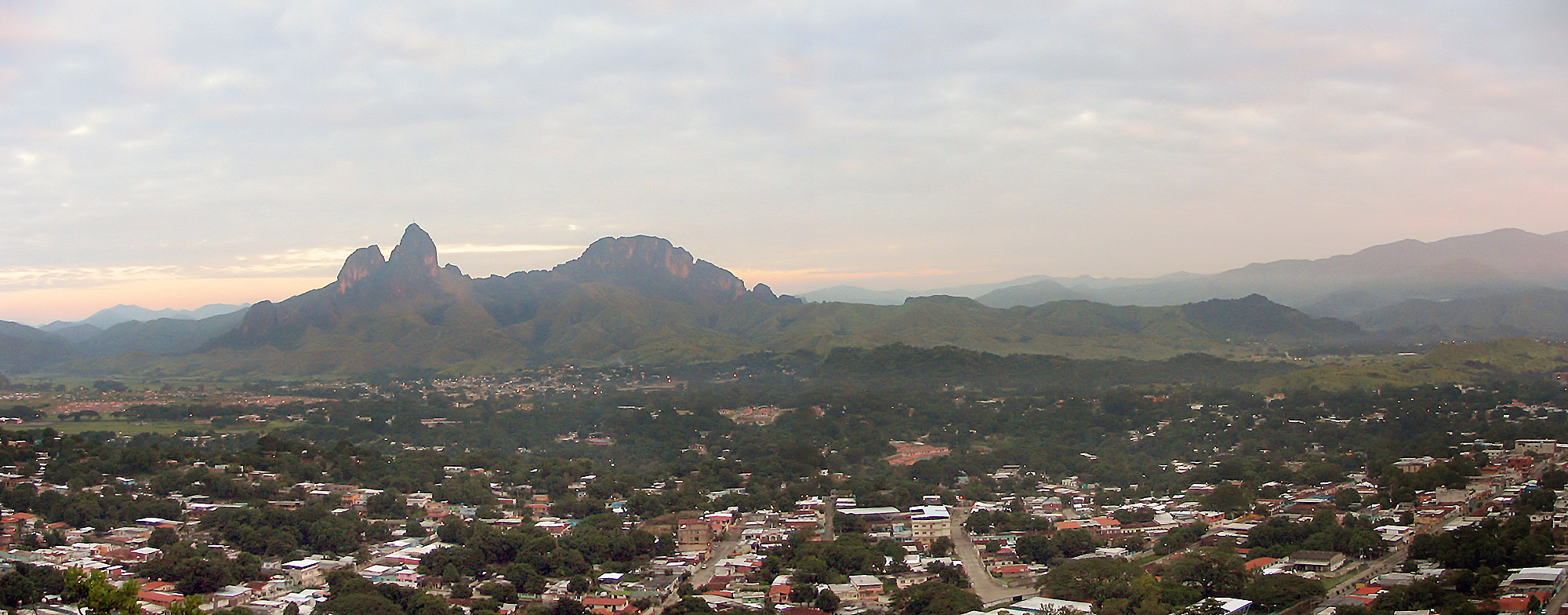
산후안데로스모로스

산후안데로스모로스(San Juan de los Morros)는 베네수엘라 과리코 주의 주도로, 인구는 125,347명이다.